# Neopithecops todara
Neopithecops todara är en fjärilsart som beskrevs av Hans Fruhstorfer 1922. Neopithecops todara ingår i släktet Neopithecops och familjen juvelvingar. Inga underarter finns listade i Catalogue of Life.